# La coronación de Popea

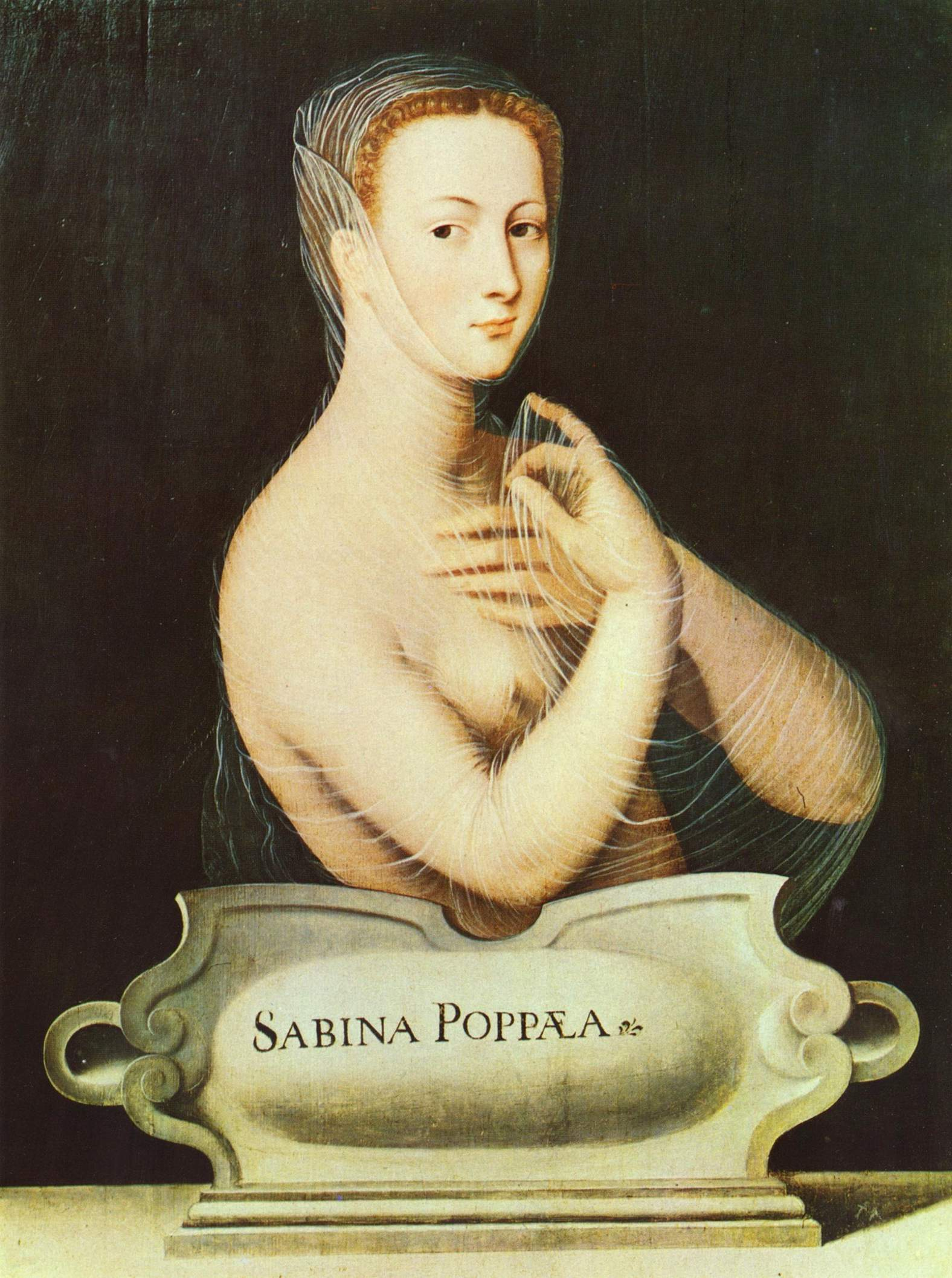
Poppea según un Maestro de la Escuela de Fontainebleau.

La coronación de Popea (título original en italiano, L'incoronazione di Poppea) es una ópera seria en tres actos con música de Claudio Monteverdi y libreto en italiano de Giovanni Francesco Busenello.
Las principales fuentes de la historia narrada en el libreto de Busenello son los Anales de Tácito; libro 6 de la historia de Suetonio Los doce césares; libros 61–62 de la Historia romana de Dión Casio; y una obra anónima Octavia (una vez atribuida al auténtico Séneca), de donde los personajes ficticios de ayas de la ópera derivarían. La pretensión de la La coronación es la primera ópera ambientada en la Historia y no en una época mítica está comprometida por las apariciones de los dioses romanos, quienes inician la acción e intervienen o comentan en momentos posteriores; pero la historia se basa en personas reales, y se refiere a acontecimientos verdaderos.
Apartándose de la moralidad literaria tradicional, es la relación adúltera entre Popea y Nerón lo que triunfa, aunque esta victoria se demostrará históricamente transitoria y superficial. Más aún, en la versión de Busenello de la historia todos los principales personajes están moralmente comprometidos. Escrita cuando el género de la ópera solo tenía unas pocas décadas, la música de La coronación de Popea ha sido alabada por su originalidad, su melodía, y por su reflejo de los atributos humanos de sus personajes. La obra ayudó a redefinir los límites de la música teatral, y estableció a Monteverdi como el más destacado dramaturgo musical de su época.

## Historia
Cuando la primera ópera pública del mundo abrió en Venecia en 1637 en San Cassiano, Monteverdi, por entonces a sus setenta años, decidió regresar a la ópera a gran escala para la temporada de carnaval de 1639 con nuevas óperas comerciales como fueron Il ritorno y L'Arianna, para el teatro San Moisè.
La coronación de Popea se estrenó en 1642 en el Teatro San Giovanni e Paolo (llamado Teatro Grimani) de Venecia, como parte de la temporada de carnaval de 1642-43. Ésta es la última ópera de Monteverdi, en la que demuestra su madurez como compositor. No se saben con seguridad ni la fecha de su primera representación ni el número de veces que la obra se interpretó; la única fecha que se conserva es la del comienzo del carnaval, 26 de diciembre de 1642. Solo se conoce la identidad de una de las intérpretes del estreno: Anna Renzi, quien interpretó a Octavia. Renzi, en su veintena, es descrita por Ringer como "la primera prima donna de la ópera" y era, según una fuente contemporánea, "tan dotada en la actuación como excelente en música". Basándose en el elenco de la ópera que compartieron el teatro con La coronación durante la temporada 1642–43, es posible que Popea fuera interpretada por Anna di Valerio, y Nerón por el castrato Stefano Costa.
Solo se ha documentado una antigua reposición de La coronación, en Nápoles en 1651. El hecho de que se repusiera es señalado por Carter como "notable, en una época en que la memoria era corta y obras musicales a gran escala a menudo tenían una circulación limitada más allá de sus circunstancias inmediatas." Luego no hay más representaciones documentadas en los siguientes 250 años.
Después de dos siglos en los que Monteverdi había sido en gran medida olvidado como compositor de ópera, el interés por sus obras teatrales revivió a finales del siglo XIX. En 1905, en París, el compositor francés Vincent d'Indy dirigió una interpretación de concierto de La coronación, limitándose a "las partes más bellas e interesantes de la obra." La edición de D'Indy fue publicada en 1908, y su versión fue representada en el Théâtre des Arts, París, el 5 de febrero de 1913, la primera interpretación teatral documentada desde el año 1651.
En abril de 1926 el compositor nacido en Alemania Werner Josten dirigió la primera representación estadounidense en Smith College, Massachusetts donde era profesor de música. Al año siguiente, el 27 de octubre, se estrenó en Gran Bretaña, con una interpretación en Oxford Town Hall por miembros del Club de Ópera de la Universidad de Oxford.
Hasta las representaciones de los años sesenta, La coronación era relativamente rara en los teatros de ópera comerciales, pero fueron haciéndose más frecuentes en la década que vio el 400.º aniversario del nacimiento de Monteverdi. El 350.º aniversario de la muerte de Monteverdi, celebrado en 1993, provocó una ola de interés renovado por su obra, y desde entonces las representaciones de La coronación se han multiplicado por teatros de ópera y festivales de música de todo el mundo.
Esta ópera sigue en el repertorio, aunque no está entre las más representadas; en las estadísticas de Operabase aparece la n.º 78 de las cien óperas más representadas en el período 2005-2010, siendo la 32.ª en Italia y la segunda de Monteverdi, con 50 representaciones.

## Argumento
La acción se desarrolla en la Roma Imperial alrededor del año 60 de nuestra Era, en y alrededor de la villa de Popea y en diversos lugares dentro del palacio imperial de Nerón.

### Prólogo
Las diosas de la Fortuna y la Virtud disputan cuál de ellas tiene mayor poder entre los humanos. Se ven interrumpidos por el dios del Amor, quien pretende que tiene más poder que cualquiera de las otras dos: "Les digo a las virtudes qué han de hacer, gobierno las fortunas de los hombres." Cuando hayan escuchado esta historia, dice, admitirán sus poderes superiores.

### Acto I
En la ópera, la heroína es Popea, segunda esposa del Emperador romano Nerón. La seductora, inescrupulosa y ambiciosa Popea, protegida por la divinidad Amor, quiere ser coronada emperatriz de Roma y para ello debe casarse con el emperador Nerón, de quien está enamorada. La ópera nos presenta una sucesión de intrigas con las que consigue vencer los obstáculos que se le interponen en su camino.
Otón llega a la villa de Popea, pretendiendo continuar con su amor. Viendo la casa guardada por los soldados del emperador Nerón se da cuenta de que ha sido sustituido, y su canción de amor se transforma en un lamento: Ahi, ahi, perfida Poppea! - "¡Ah, ah, pérfida Popea!". Él se marcha, y los soldados que esperan cotillean sobre los asuntos amorosos de su señor, su abandono de los asuntos de estado y el trato que da a la emperatriz Octavia. Nerón y Popea entran e intercambian palabras de amor antes de que Nerón se marche. Arnalta, aya de Popea, la advierte que tenga cuidado con la ira de la emperatriz y que desconfíe del amor aparente de Nerón, pero Popea tiene confianza: Non temo di noia alcuna - "No temo ningún mal".
La escena cambia al palacio, donde Octavia lamenta su suerte (Regina disprezzata, del monarca romana afflita moglie! - "Reina despreciada, ¡del monarca romano afligida esposa!". Su aya sugiere que tome un amante ella misma, consejo que Octavia rechaza enfadada. Séneca, anterior tutor de Nerón, se dirige a la emperatriz con palabras halagüeñas, y Valleto, el paje de Octavia, se burla de él, amenazando con incendiar la barba del anciano. A solas, Séneca recibe la advertencia de la diosa Palas de que su vida está en peligro. Entra Nerón y le confía que pretende desplazar a Octavia y casarse con Popea. Séneca pone reparos; semejante acto sería impopular. Del senato del popolo non curo - "No me preocupan ni el senado ni el pueblo", responde Nerón, y cuando el sabio insiste lo despiden furiosamente. Popea se une a Nerón, y le dice que Séneca pretende el poder detrás del trono imperial. Esto enoja a Nerón hasta el punto de ordenar a sus guardias que obliguen a Séneca a suicidarse.
Después de que Nerón se marche, Otón se adelanta y no consigue convencer a Popea de que le devuelva su afecto, privadamente decide matarla. Una noble lo reconforta, Drusila; dándose cuenta de que nunca recuperará a Popea se ofrece casarse con Drusila, quien alegremente lo acepta. Pero Otón reconoce ante sí mismo Drusilla ho in bocca ed ho Poppea nel coro - "Drusila está en mis labios, y Popea en mi corazón".

### Acto II

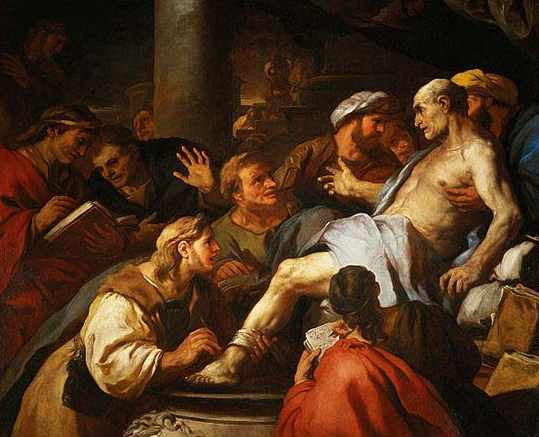
La muerte de Séneca (Luca Giordano, 1684)

En su jardín, el dios Mercurio descubre a Séneca que pronto morirá. Llega la orden de Nerón, y Séneca instruye a sus amigos para que le preparen el baño del suicidio. Sus seguidores intentan convencerlo de que permanezca vivo, pero él rechaza sus ruegos (In un tepido rivo questo sangue innocente ch'io vo', vo' che vada a imporporarmi del morir la strada - "La cálida corriente de mi sangre inocente marcará con púrpura real mi camino a la muerte"). En el palacio el paje de Octavia flirtea con una dama de compañía. La muerte del filósofo, rodeado de sus discípulos y amigos, llena de alegría a Nerón que lo celebra emborrachándose con el poeta Lucano. Componen canciones de amor en honor de Popea.
En otro lugar de palacio Otón, en un largo soliloquio, pondera cómo podía haber pensado en matar a Popea a quien aún ama desesperadamente. Se ve interrumpido por una llamada de Octavia, quien para angustia suya le ordena matar a Popea. Amenazando con denunciarlo ante Nerón a menos que ejecute sus deseos, ella sugiere que se disfrace de mujer para realizar la hazaña. Otón se muestra conforme, clamando privadamente a los dioses para que dispensen su vida. Luego convence a Drusila para que le deje su ropa y se disfraza con ropa femenina.
En el jardín de la villa de Popea, Arnalta canta a su señora mientras se duerme, con el dios del Amor mirando. Otón, ahora disfrazado como Drusila, entra en el jardín y alza su espada para matar a Popea. Sin embargo Amor interviene e impide el crimen quitándole la espada de la mano; huye corriendo. Arnalta y Popea, ya despierta, lo ven correr y piensan que es Drusila. Llaman a sus sirvientes para que emprendan la persecución, mientras Amor canta triunfalmente Ho difesa Poppea, Poppea! - "¡He defendido a Popea, Popea!"

### Acto III
Drusila reflexiona sobre la vida de felicidad ante ella, cuando Arnalta llega con un lictor. Arnalta acusa a Drusila de haber asaltado a Popea, y es arrestada. Cuando entra Nerón, Arnalta denuncia a Drusila, quien protesta que es inocente. Amenazada con la tortura a menos que revele a sus cómplices, Drusila decide proteger a Otón confesando su propia culpa. Nerón ordena que tenga una muerte dolorosa, punto en el cual Otón se adelante y revela la verdad: que él había actuado a solas, por mandato de la emperatriz Octavia, y que Drusila es inocente de complicidad. Nerón queda impresionado por la fortaleza de Drusila, y en un acto de clemencia perdona la vida de Otón, ordenando su destierro. Drusila escoge el exilio a su lado.
Pero el descubrimiento del complot de Octavia da pie a su repudio por parte de Nerón, quien la obliga a marcharse al exilio. Esto le deja el camino libre para casarse con Popea, que está encantada (Non più s'interporrà noia o dimora - "Ningún retraso, ningún obstáculo puede interponerse entre nosotros ahora").
Octavia se despide serenamente de Roma, mientras en el salón del trono del palacio se prepara la ceremonia de coronación de Popea. Entran los cónsules y los tribunos, y después de un breve eulogio, Popea es coronada emperatriz de roma. Mirándolo desde lo alto, se encuentran el dios del Amor y su madre, Venus y un coro divino. La obra se cierra con un dúo de Nerón y Popea en el que se consagra el triunfo del amor (Pur ti miro, pur ti godo - "Te miro, te poseo").

## Comentario
La coronación de Popea fue la primera ópera basada en un hecho histórico y la mayor de las obras de Claudio Monteverdi.
El tema central es el amor triunfante de Nerón y Popea, aún a costa de la virtud. Resulta desconcertante, aún desde los criterios actuales, contemplar la amoralidad cínica de Popea, quién logra su objetivo de consagrarse emperatriz, provocando en el camino la muerte de Séneca y el exilio de Octavia y su anterior marido Otón. Esto puede explicarse por el hecho de que Busnello, miembro de la aristocrática y libertina Accademia degli Incogniti, escribió un libreto lleno de ironía sobre un tema conocido por el público veneciano del siglo diecisiete, probablemente familiarizado con el relato de Tácito y la vida de Séneca. Ese público debía saber que, según dicho relato histórico, Popea moriría en manos de Nerón y Otón lo sucedería como emperador de Roma.
Tanto Busenello como Monteverdi demuestran su habilidad para describir a través de la música y el texto la psicología de cada uno de los personajes.
Si bien se incluyen pasajes instrumentales, gran parte de la partitura consiste en recitativos, no un discurso veloz sobre un acompañamiento armónico básico al estilo de las óperas de Mozart, sino verdaderas partituras musicales totalmente escritas por Monteverdi, donde la voz canta en lugar de hablar y el estilo y la armonía acompañan las emociones y transformaciones de los personajes.
Uno de los pasajes más célebres es el dúo final entre Nerón y Popea (Pur ti miro, pur ti godo). Se cree que esta aria fue escrita por Benedetto Ferrari.

## Enlaces relacionados
- Discografía y libreto en Kareol
- Argumento
- La coronación de Popea en DVD
- Discografía en Operadis

- Datos: Q615522
- Multimedia: L'incoronazione di Poppea / Q615522